# (1318) Nerina
(1318) Nerina ist ein Asteroid des Hauptgürtels. Er wurde am 24. März 1934 vom südafrikanischen Astronomen Cyril V. Jackson in Johannesburg entdeckt. 
Der Name des Asteroiden wurde von einer Pflanzenart der Gattung Amaryllis abgeleitet.